# Best of Player
Best of Player es la primera caja recopilatoria de la banda de rock Player, publicada en 1990. Contiene todas las canciones grabadas durante el período 1977–1978 e incluye el éxito número uno Baby Come Back.

## Lista de canciones
1. Baby Come Back – 4:16
2. Givin' It All – 4:20
3. I Just Wanna Be With You – 4:24
4. Let Me Down Easy – 4:32
5. I've Been Thinking – 4:06
6. Tryin' To Write A Hit Song – 4:38
7. This Time I'm In It For Love – 4:25
8. It's for You – 4:37
9. Bad News Travels Fast – 4:28
10. Who Do You Think You Are – 4:19
11. Upside Down – 4:10
12. Prisoner Of Your Love – 6:27
13. Wait Until Tomorrow – 4:04
14. Every Which Way –3:43
15. Silver Lining – 5:01

## Personal
- Peter Beckett
- Ronn Moss (retirado en 1981)
- J.C. Crowley (retirado en 1978)
- John Friesen
- Miles Joseph (1978 hasta 1982)